# パッラヴォーロ・チッタ・ディ・カステッロ
パッラヴォーロ・チッタ・ディ・カステッロ（Pallavolo Città di Castello）は、イタリア・チッタ・ディ・カステッロを本拠地とする男子バレーボールクラブチーム。通称はチッタ・ディ・カステッロ。

## 名称
スポンサー名込みの総称および通称
- 2008-2009年　Gherardi Cartoedit Tratos Città di Castello（チッタ・ディ・カステッロ）
- 2009-2010年　Città di Castello Pallavolo（チッタ・ディ・カステッロ）
- 2010-2013年　Gherardi Svi Città di Castello（チッタ・ディ・カステッロ）
- 2013-2014年　Altotevere Città di Castello（チッタ・ディ・カステッロ）
- 2014-2015年　Altotevere Città di Castello-Sansepolcro（チッタ・ディ・カステッロ）

## 歴史
1972年創設。1987-1988シーズンにセリエA2に昇格、1990-1991シーズンにセリエA2コッパイタリア・ファイナルフォーでセリエA1昇格を獲得したものの、翌シーズンにA2へ降格する。
2012-2013シーズンにコッパイタリアA2で準優勝、セリエA2レギュラーシーズン1位となり、1991年以来22年ぶりにセリエA1へ昇格を果たす。2013年にアルトテーヴェレ・バレーと合併し、アルトテーヴェレ・チッタ・ディ・カステッロ（Altotevere Città di Castello）として2013-2014シーズンのA1に参加した。
2014-2015シーズン、ホームアリーナをサンセポルクロへ移転。アルトテーヴェレ・チッタ・ディ・カステッロ - サンセポルクロ（Altotevere Città di Castello-Sansepolcro）としてスーペルレガ（セリエA1）に参加し、レギュラーシーズン最下位の13位に終わる。
2015年6月、2015-2016シーズンのスーペルレガ参加の登録を断念し、セリエB1への参加を申請した。

## 主な成績
セリエA
- 優勝：なし

 コッパ・イタリア
- 優勝：なし

 スーペルコッパ・イタリアーナ
- 優勝：なし

## 歴代監督
- アンドレア・ラディチ
- パオロ・モンタニャーニ

## 歴代所属選手
- アンドレア・サルトレッティ
- シモーネ・ロサルバ
- マッテオ・ピアーノ
- ルイジ・ランダッツォ
- サルヴァトーレ・ロッシーニ
- ダニエレ・マッツォーネ
- ゴラン・マリッチ